# 페즌 계획
페즌 계획(일본어: ペズン計画)은 TV 애니메이션 《기동전사 건담》을 베이스로 한 메카닉 디자인 기획 〈모빌 슈트 베리에이션〉(MSV)의 속편에 해당하는 〈MS-X〉에 등장하는 가공의 군사 계획이다.
작품 내에서 군사 세력 중 하나인 지온 공국군의 인간형 기동병기인 모빌 슈트(MS)를 중심으로 한 병기 개발 계획이다. 소행성 페즌(Pezun)에서 연구 개발이 이루어졌기 때문에 페즌 계획으로 불린다.

## 같이 보기
- 기동전사 건담
- 모빌 슈트 베리에이션

## 주해
1. ↑  소행성 페즌은 후에 《건담 센티넬》에서 설정된 것으로 〈MS-X〉 기획 당시에는 그러한 설정이 없었으며, 기획서에 따르면 본 계획은 아 바오아 쿠에서 진행되고 있었다고 한다.[2] 또한 같은 기획서에 의하면 페즌의 영문 표기는 "Pezn"이었다.[2]